# Рукулиці
Рукулиці (рос. Рукулицы) — присілок у Волосовському районі Ленінградської області Російської Федерації.
Населення становить 7 осіб. Належить до муніципального утворення Бегуницьке сільське поселення.

## Історія
Від 1 серпня 1927 року належить до Ленінградської області.

## Населення
| 2007 | 2010 | 2017 |
| ---- | ---- | ---- |
| 4    | ↗7   | →7   |